# Chronic Town
Chronic Town je EP vydané americkou kapelou R.E.M. v roce 1982 u I.R.S. Records. Chronic Town ukazuje charakteristický styl kapely, například mumlaný zpěv a vyhýbání se standardním tématům populární hudby, lásce a vztahům.
Kapela nebyla při vydání spokojena s kvalitou zvuku, ačkoliv fanoušci a kritici hodnotili album jako velice povedené. Díky těmto pozitivním ohlasům umožnilo I.R.S. Records kapele nahrát své debutové album, Murmur, které bylo vydáno v roce 1983.
V roce 1987 bylo celé Chronic Town součástí CD verze výběrového alba Dead Letter Office, které je v současnosti jediným zdrojem, na kterém je Chronic Town dostupné na CD.

## Seznam skladeb
Autory všech skladeb jsou Bill Berry, Peter Buck, Mike Mills a Michael Stipe.
1. "1,000,000" – 3:06
2. "Stumble" – 5:40
3. "Wolves, Lower" – 4:10
4. "Gardening at Night" – 3:29
5. "Carnival of Sorts (Box Cars)" – 3:54

## Obsazení
- Bill Berry – bicí
- Peter Buck – kytara
- Mike Mills – baskytara
- Michael Stipe – zpěv